# Funk & Wagnalls New Encyclopedia
La Funk & Wagnalls New Encyclopedia est une encyclopédie en anglais publiée par Funk & Wagnalls (en). Intitulée Funk & Wagnalls Standard Encyclopedia à sa sortie en 1912, elle porte son nouveau nom à partir de 1971.
Elle n'est pas aussi érudite et complète que les plus grandes encyclopédies, mais elle présente des informations de manière simple et couvre tous les domaines de la connaissance.
La Funk & Wagnalls New Encyclopedia a servi de base pour l'encyclopédie Encarta.

## Histoire et description
La Funk & Wagnalls New Encyclopedia a été publiée pour la première fois en 1912 sous le nom de Funk & Wagnalls Standard Encyclopedia. En 1971, elle a pris son nouveau nom et a entamé une politique de révision continue. Depuis la révision majeure de l'ensemble en 1983, les révisions à chaque impression d'automne et de printemps ont ajouté un total de 129 nouveaux articles, et des changements ont été apportés sur plus de 7 800 pages, y compris le volume d'index. Cette collection est unique en ce sens qu'elle est distribuée par les supermarchés dans le cadre de programmes de « livres à la semaine ». Les écoles et les bibliothèques ne peuvent l'acquérir qu'auprès de l'éditeur. Conçus pour répondre aux besoins d'information des collégiens, des lycéens et des adultes, ses 25 000 articles sont précis, bien illustrés et faciles à lire.
L'ensemble est composé de 28 volumes de texte, l'index se trouvant dans le volume 29. Le lettrage sur le dos est parfois déroutant. Dans 10 cas, les cinq mêmes lettres terminent un volume et commencent le suivant, par exemple, le volume 1 se termine par AMERI et le volume 2 commence avec les mêmes lettres. Trente-cinq pour cent des illustrations sont en couleur. Le papier n'étant pas brillant, les illustrations en couleur ne sont pas spectaculaires mais agréables. Les illustrations sont parfois boudinées sur les bords ou dans les gouttières, et les marges sont étroites. La reliure pourrait poser un problème, mais l'ensemble est solidement relié.
Les instructions pour l'utilisation de l'ensemble se trouvent dans tous les volumes - un guide de quatre pages dans le volume 1 et un condensé d'une page dans tous les autres volumes. Les bibliographies sont imprimées dans la dernière moitié du volume 28 plutôt qu'à la fin des entrées individuelles. Bien qu'elles soient principalement accessibles à partir des références figurant à la fin des 2 000 principaux articles, qui renvoient à une section spécifique, un guide de deux pages explique également l'utilisation des bibliographies.
Les articles de la Funk & Wagnalls New Encyclopedia vont de brèves identifications de quelques lignes à de nombreuses pages ; l'article moyen fait moins de deux pages. Parmi les 13 nouveaux articles de l'année 1988 figurent « Microcomputer », « Parvovirus » ; « Sweetener », « Artificial », et « Telecommunications ». Comme par le passé, la place a été faite en condensant les articles à proximité, en omettant les illustrations, en les effaçant sur les bords ou en les recadrant. Les nouvelles biographies comprennent celles de « Corazon » et « Benigno Aquino », « Benoit Mandelbrot » et « Antonin Scalia ». (L'article sur les Philippines mentionne également le meurtre de Benigno en 1983 et l'accession de Corazon à la présidence en 1986 et comprend une nouvelle illustration en couleur, « Counting the votes in Manila in 1986 »). Les articles sur Warren Burger, William Rehnquist et la Cour suprême ont été mis à jour et une photographie de la nouvelle Cour Rehnquist a été ajoutée.
Six articles ont été réécrits, par exemple « Computer » (une réécriture majeure qui a également modifié quatre des cinq illustrations et un diagramme), « Population », et « Nietzsche », « Friedrich ». (Ce dernier fait référence à une bibliographie dans le dernier volume, mais aucune n'y a été trouvée). La section bibliographique a été révisée en profondeur l'année dernière ; le Conseil n'a pas noté de changements cette année.
Une centaine d'articles ont été révisés. Vingt-neuf articles sur les littératures nationales comprennent de nouveaux auteurs et de nouveaux titres ; les articles sur les formes littéraires (histoire policière, science-fiction) ont été mis à jour, de même que plusieurs articles sur l'art et l'architecture, y compris américains, canadiens et modernes. Les sections économiques de tous les États et provinces canadiennes ont été mises à jour, tant dans le texte que dans les tableaux et graphiques. Les taux de change de nombreux pays étrangers ont été révisés.
Une cinquantaine de cartes ont été modifiées, dont celles de l'Alaska et des Fuseaux horaires. Les planches des Drapeaux du monde ont été remplacées, ajoutant 13 nouveaux pays et changeant les drapeaux de 5 pays. De nombreuses illustrations de villes ont été modifiées, la plupart pour le meilleur (Denver et San Antonio étant particulièrement bien représentées). Les tableaux des événements sportifs et des prix ont été mis à jour ; curieusement, la liste des vainqueurs de l'Indianapolis Speedway (dans la rubrique Courses automobiles) se termine toujours par 1984. Des dates de décès en 1986 ont été ajoutées pour Simone de Beauvoir, Jorge Luis Borges, James Cagney, Benny Goodman, Tenzing Norkay et Georgia O'Keeffe, entre autres. La biographie de Mouammar Kadhafi mentionne le bombardement américain d'avril 1986 en représailles d'attaques terroristes ; la Libye en fait également état. L'entrée pour « Kurt Waldheim » mentionne son accession à la présidence de l'Autriche en 1986, mais ne mentionne pas la fureur suscitée par les allégations sur son passé nazi. L'article « Haïti » mentionne le départ en exil de Duvalier. Le « Portugal », outre la mise à jour de son taux de change, mentionne le retour de Soares à la présidence en 1986 et son entrée dans la Communauté européenne. La catastrophe nucléaire de Tchernobyl est mentionnée à la fois dans le domaine de l'énergie, dans le monde et dans celui de l'énergie nucléaire. Le retour de la comète de Halley en 1986 est mentionné dans la rubrique Comète et une photographie en couleur de la comète est présentée. Les droits de la femme ont été révisés pour inclure la candidature de Geraldine Ferraro à la vice-présidence et les arrêts de la Cour suprême de 1986 ; il y a également une nouvelle illustration en couleur. L'article Exploration des fonds marins comporte une nouvelle illustration en couleurs mais ne mentionne pas la découverte du Titanic et les photos qui en ont été prises, pas plus que l'article Désastre du Titanic. Dans la rubrique Cocaïne, il n'est pas fait mention de l'augmentation du nombre de décès ; l'article indique toujours que « les décès par overdose sont rares ». La réunion au sommet de Reykjavik est mentionnée dans les articles des États-Unis et de l'URSS. Le retour du Sénat au contrôle démocrate en novembre 1986 et le scandale de l'Iran-contra constituent les derniers éléments de l'article sur les États-Unis d'Amérique.
En 1988, plus de pages ont été modifiées que les années précédentes (2 970, soit près de 25 % des pages de texte). La plupart de ces changements sont mineurs, mais ils contribuent grandement à l'actualisation de l'ensemble, et l'ajout de 73 illustrations en couleur le rend plus vivant et plus agréable à l'œil.
La Funk & Wagnalls New Encyclopedia n'est pas aussi érudite et complète que les plus grandes encyclopédies, mais elle présente des informations sur les personnes, les lieux et les choses de manière simple, couvre tous les domaines de la connaissance et reste tout à fait d'actualité. Il s'agit également d'un achat pratique pour les bibliothèques.
La Funk & Wagnalls New Encyclopedia a servi de base pour l'encyclopédie Encarta.